# Territoire du Colorado
1861–1876
Entités suivantes :
- Colorado

Le territoire du Colorado était un territoire organisé des États-Unis, dont les frontières étaient identiques à celles de l'État actuel du Colorado. Créé en février 1861, dans la foulée de la ruée vers l'or de Pikes Peak (1858 – 1861), il fut constitué à partir de portions des territoires du Nebraska, du Nouveau-Mexique et de l'Utah, ainsi que la partie occidentale du territoire du Kansas, qui n'avait pas été incorporée dans l'État du Kansas au moment de sa création, en janvier de la même année. Il fait suite à l'éphémère territoire de Jefferson.
Le territoire du Colorado cessa d'exister lorsque le Colorado devint le trente-huitième État de l'Union, en 1876.

## Gouverneurs
- 1861 – 1862 : William Gilpin
- 1862 – 1865 : John Evans
- 1865 – 1867 : Alexander Cummings
- 1867 – 1869 : Alexander Cameron Hunt
- 1869 – 1873 : Edward M. McCook
- 1873 – 1874 : Samuel Hitt Elbert
- 1874 – 1875 : Edward M. McCook
- 1875 – 1876 : John Long Routt